# 제91회 아카데미상
제91회 아카데미상은 영화 예술 과학 아카데미 (AMPAS)가 주최하는 상으로, 2018년 영화를 대상으로 2019년 2월 24일 미국 캘리포니아주 로스앤젤레스 할리우드의 돌비 극장에서 열렸다. 미국에서 ABC를 통해 방송되었으며, 도나 질로티와 글렌 와이스가 프로듀서이며, 글렌 와이스는 또한 감독을 맡았다.

## 수상 및 후보
후보자와 후보작은 새뮤얼 골드윈 극장에서 배우 쿠마일 난지아니와 트레이시 엘리스 로스가 발표하였다. 수상자와 수상작은 상단에 굵은 글씨로 표기되었다.
| 작품상 | 감독상 |
| --- | --- |
| - 《그린 북》 - 짐 버크, 찰스 B. 웨슬러, 브라이언 커리, 피터 패럴리, 닉 발레롱가 - 《블랙 팬서》 - 케빈 파이기 - 《블랙클랜스맨》 - 숀 매키트릭, 제이슨 블럼, 레이먼드 맨스필드, 조던 필, 스파이크 리 - 《보헤미안 랩소디》 - 그레이엄 킹 - 《더 페이버릿: 여왕의 여자》 - 세시 뎀프시, 에드 가이니, 리 매지데이, 요르고스 란티모스 - 《로마》 - 가브리엘라 로드리게스, 알폰소 쿠아론 - 《스타 이즈 본》 - 빌리 거버, 브래들리 쿠퍼, 리넷 하월 테일러 - 《바이스》 - 디디 가드너, 제러미 클라이너, 애덤 매케이, 케빈 메식 | - 알폰소 쿠아론 - 《로마》 - 스파이크 리 - 《블랙클랜스맨》 - 파베우 파블리코프스키 - 《콜드 워》 - 요르고스 란티모스 - 《더 페이버릿: 여왕의 여자》 - 애덤 매케이 - 《바이스》 |
| 남우주연상 | 여우주연상 |
| - 라미 말렉 - 《보헤미안 랩소디》의 프레디 머큐리 역 - 크리스천 베일 - 《바이스》의 딕 체니 역 - 브래들리 쿠퍼 - 《스타 이즈 본》의 잭슨 "잭" 메인 역 - 윌럼 더포 - 《고흐, 영원의 문에서》의 빈센트 반고흐 역 - 비고 모텐슨 - 《그린 북》의 토니 발레롱가 역 | - 올리비아 콜먼 - 《더 페이버릿: 여왕의 여자》의 앤 여왕 역 - 얄리차 아파라시오 - 《로마》의 클레오데가르시아 "클레오" 구티에레스 역 - 글렌 클로스 - 《더 와이프》의 조앤 캐슬먼 역 - 레이디 가가 - 《스타 이즈 본》의 앨리 메인 역 - 멀리사 매카시 - 《날 용서해줄래요?》의 리 이즈리얼 역 |
| 남우조연상 | 여우조연상 |
| - 마허샬라 알리 - 《그린 북》의 돈 셜리 역 - 애덤 드라이버 - 《블랙클랜스맨》의 필립 "플립" 지머먼 역 - 샘 엘리엇 - 《스타 이즈 본》의 보비 메인 역 - 리처드 E. 그랜트 - 《날 용서해줄래요?》의 잭 혹 역 - 샘 록웰 - 《바이스》의 조지 W. 부시 대통령 역 | - 레지나 킹 - 《빌 스트리트가 말할 수 있다면》의 샤론 리버스 역 - 에이미 애덤스 - 《바이스》의 린 체니 역 - 마리나 데 타비라 - 《로마》의 소피아 역 - 엠마 스톤 - 《더 페이버릿: 여왕의 여자》의 애비게일 매섬 공작부인 역 - 레이철 바이스 - 《더 페이버릿: 여왕의 여자》의 세라 처칠 역 |
| 각본상 | 각색상 |
| - 《그린 북》 - 닉 발레롱가, 브라이언 커리, 피터 패럴리 - 《더 페이버릿: 여왕의 여자》 - 데버라 데이비스, 토니 맥나마라 - 《퍼스트 리폼드》 - 폴 슈레이더 - 《로마》 - 알폰소 쿠아론 - 《바이스》 - 애덤 매케이 | - 《블랙클랜스맨》 - 찰리 웍텔, 데이비드 래비노위츠, 케빈 윌멋, 스파이크 리 - 《카우보이의 노래》 - 조엘 코언, 이선 코언 - 《날 용서해줄래요?》 - 니콜 홀러프세너, 제프 휘티 - 《빌 스트리트가 말할 수 있다면》 - 배리 젱킨스 - 《스타 이즈 본》 - 에릭 로스, 브래들리 쿠퍼, 윌 페터스 |
| 장편 애니메이션 작품상 | 외국어 영화상 |
| - 《스파이더맨: 뉴 유니버스》 - 밥 퍼시케티, 피터 램지, 로드니 로스먼, 필 로드, 크리스토퍼 밀러 - 《인크레더블 2》 - 브래드 버드, 존 워커, 니콜 파라디스 그린들 - 《개들의 섬》 - 웨스 앤더슨, 스콧 루딘, 스티븐 레일스 제러미 도슨 - 《미래의 미라이》 - 호소다 마모루, 사이토 유이치로 - 《주먹왕 랄프 2: 인터넷 속으로》 - 리치 무어, 필 존스턴, 클라크 스펜서 | - 《로마》(멕시코) - 《가버나움》(레바논) - 《콜드 워》(폴란드) - 《작가 미상》(독일) - 《어느 가족》(일본) |
| 장편 다큐멘터리 영화상 | 단편 다큐멘터리 영화상 |
| - 《프리 솔로》 - 엘리자베스 차이 베이사헬리, 지미 친, 에번 헤이스, 섀넌 딜 - 《헤일 카운티 디스 모닝, 디스 이브닝》 - 러멜 로스, 조슬린 반스, 수 김 - 《화해의 조건》 - 빙 류, 다이앤 퀀 - 《아버지와 아들》 - 탈랄 데르키, 앙스가르 프레릭, 에바 켐, 토바이어스 N. 시버트 - 《루스 베이더 긴즈버그: 나는 반대한다》 - 베치 웨스트, 줄리 코언 | - 《피리어드. 엔드 오브 센텐스.》 - 레이카 제타브치, 멀리사 버턴 - 《블랙쉽》 - 에드 퍼킨스, 조너선 친 - 《엔드 게임》 - 롭 엡스타인, 제프리 프리드먼 - 《라이프보트》 - 스카이 피츠제럴드, 브린 무저 - 《2만 나치의 뉴욕 침공》 - 마셜 커리 |
| 단편 영화상 | 단편 애니메이션 작품상 |
| - 〈스킨〉 - 가이 내티, 제이미 레이 뉴먼 - 〈디테인먼트〉 - 빈센트 램, 대런 머혼 - 〈야수〉 - 제레미 콩트, 마리아 그라시아 터전 - 〈마거리트〉 - 메리앤 팔리, 마리엘렌 파니세 - 〈마더〉 - 로드리고 소로고옌, 마리아 델푸이 알바라도 | - 〈바오〉 - 도미 시, 베키 네이먼코브 - 〈주테라피〉 - 앨리슨 스노든, 데이비드 파인 - 〈유년의 기억〉 - 루이즈 배그낼, 누리아 곤살레스 블랑코 - 〈원 스몰 스텝〉 - 앤드루 체즈워스, 보비 폰틸래스 - 〈위켄즈〉 - 트레버 히메네스 |
| 음악상 | 주제가상 |
| - 《블랙 팬서》 - 루드비그 예란손 - 《블랙클랜스맨》 - 테런스 블랜처드 - 《빌 스트리트가 말할 수 있다면》 - 니컬러스 브리텔 - 《개들의 섬》 - 알렉상드르 데스플라 - 《메리 포핀스 리턴즈》 - 마크 셰이먼 | - "Shallow" (레이디 가가, 마크 론슨, 앤서니 로소만도, 앤드루 와이엇) - 《스타 이즈 본》 - "All the Stars" (마크 "사운웨이브" 스피어스, 켄드릭 라마, 앤서니 "탑 도그" 티피스, SZA) - 《블랙 팬서》 - "I'll Fight" (다이앤 워런) - 《루스 베이더 긴즈버그 : 나는 반대한다》 - "The Place Where Lost Things Go" (마크 셰이먼, 스콧 위트먼) - 《메리 포핀스 리턴즈》 - "When a Cowboy Trades His Spurs for Wings" (데이비드 롤링스, 질리언 웰치) - 《카우보이의 노래》 |
| 음향편집상 | 음향효과상 |
| - 《보헤미안 랩소디 - 존 워허스트, 니나 하트스톤 - 《블랙 팬서》 - 벤저민 A. 버트, 스티브 보데커 - 《퍼스트 맨》 - 리아이링, 밀드레드 이아트루 모건 - 《콰이어트 플레이스》 - 이선 밴더린, 에릭 에이달 - 《로마》 - 세르히오 디아스, 스킵 리브시 | - 《보헤미안 랩소디》 - 폴 매시, 팀 커배진, 존 커샐리 - 《블랙 팬서》 - 스티브 보데커, 브랜던 프록터, 피터 J. 데블린 - 《퍼스트 맨》 - 존 테일러, 프랭크 A. 몬타뇨, 리아이링, 메리 H. 엘리스 - 《로마》 - 스킵 리브시, 크레이그 헤니건, 호세 안토니오 가르시아 - 《스타 이즈 본》 - 톰 오재닉, 딘 A. 주패니치, 제이슨 루더, 스티브 모로 |
| 미술상 | 촬영상 |
| - 《블랙 팬서》 - 해나 비클러, 제이 하트 - 《더 페이버릿: 여왕의 여자》 - 피오나 크롬비, 앨리스 펠턴 - 《퍼스트 맨》 - 네이선 크롤리, 캐시 루커스 - 《메리 포핀스 리턴즈》 - 존 미어, 고든 심 - 《로마》 - 에우헤니오 카바예로, 바르바라 엔리케스 | - 《로마》 - 알폰소 쿠아론 - 《콜드 워》 - 우카시 잘 - 《더 페이버릿: 여왕의 여자》 - 로비 라이언 - 《작가 미상》 - 케일럽 데이셔넬 - 《스타 이즈 본》 - 매슈 리버티크 |
| 분장상 | 의상상 |
| - 《바이스》 - 그레그 캐넘, 케이트 비스코, 퍼트리샤 더헤이니 - 《경계선》 - 예란 룬드스트룀, 파멜라 골담메르 - 《메리, 퀸 오브 스코틀랜드》 - 제니 셔코어, 마크 필처, 제시카 브룩스 | - 《블랙 팬서》 - 루스 E. 카터 - 《카우보이의 노래》 - 메리 조프리스 - 《더 페이버릿: 여왕의 여자》 - 샌디 파월 - 《메리 포핀스 리턴즈》 - 샌디 파월 - 《메리, 퀸 오브 스코틀랜드》 - 알렉산드라 번 |
| 편집상 | 시각효과상 |
| - 《보헤미안 랩소디》 - 존 오트먼 - 《블랙클랜스맨》 - 배리 알렉산더 브라운 - 《더 페이버릿: 여왕의 여자》 - 요르고스 마브롭사리디스 - 《그린 북》 - 패트릭 J. 돈 비토 - 《바이스》 - 행크 코윈 | - 《퍼스트 맨》 - 폴 램버트, 이언 헌터, 트리스턴 마일스, J. D. 슈왐 - 《어벤져스: 인피니티 워》 - 댄 덜루, 켈리 포트, 러셀 얼, 댄 수딕 - 《곰돌이 푸 다시 만나 행복해》 - 크리스토퍼 로런스, 마이클 에임스, 시오 존스, 크리스 코볼드 - 《레디 플레이어 원》 - 로저 가이엣, 그레이디 코퍼, 매슈 E. 버틀러, 데이비드 셔크 - 《한 솔로: 스타워즈 스토리》 - 롭 브리도, 패트릭 튜바크, 닐 스캔런, 도미닉 투이                                                          |